# Шампейн (округ, Огайо)
Шаблон:StateAbbr_ 40°08′ пн. ш. 83°46′ зх. д. / 40.14° пн. ш. 83.77° зх. д.
Округ  Шампейн (англ. Champaign County) — округ (графство) у штаті  Огайо, США. Ідентифікатор округу 39021.

## Історія
Округ утворений 1805 року.

## Демографія
За даними перепису 
2000 року 
загальне населення округу становило 38890 осіб, зокрема міського населення було 11675, а сільського — 27215.
Серед мешканців округу чоловіків було 19037, а жінок — 19853. В окрузі було 14952 домогосподарства, 10868 родин, які мешкали в 15890 будинках.
Середній розмір родини становив 3,01.
Віковий розподіл населення поданий у таблиці:
| Стать    | До 15 років | 15-21 | 22-29 | 30-39 | 40-49 | 50-65 | 65-85 | Понад 85 |
| -------- | ----------- | ----- | ----- | ----- | ----- | ----- | ----- | -------- |
| Чоловіки | 4244        | 1923  | 1729  | 2855  | 2899  | 3407  | 1821  | 159      |
| Жінки    | 4107        | 1801  | 1735  | 2905  | 2971  | 3408  | 2473  | 453      |

## Суміжні округи
- Лоґан — північ
- Юніон — північний схід
- Медісон — південний схід
- Кларк — південь
- Маямі — південний захід
- Шелбі — північний захід

## Виноски
1. ↑  U.S. Decennial Census. United States Census Bureau. Архів оригіналу за 26 квітня 2015. Процитовано 7 лютого 2015.
2. ↑  Historical Census Browser. University of Virginia Library. Архів оригіналу за 11 серпня 2012. Процитовано 7 лютого 2015.
3. ↑  Forstall, Richard L., ред. (27 березня 1995). Population of Counties by Decennial Census: 1900 to 1990. United States Census Bureau. Архів оригіналу за 14 лютого 2015. Процитовано 7 лютого 2015.
4. ↑  Census 2000 PHC-T-4. Ranking Tables for Counties: 1990 and 2000 (PDF). United States Census Bureau. 2 квітня 2001. Архів оригіналу (PDF) за 18 грудня 2014. Процитовано 7 лютого 2015.
5. ↑  State & County QuickFacts. United States Census Bureau. Архів оригіналу за 5 вересня 2015. Процитовано 7 лютого 2015. [Архівовано 2015-09-05 у Wayback Machine.](англ.) Наведено за англійською вікіпедією.
6. ↑  American FactFinder. Бюро перепису населення США. Архів оригіналу за 26 лютого 2012. Процитовано 31 січня 2008. [Архівовано 2008-05-21 у Wayback Machine.]

| США | Це незавершена стаття з географії США. Ви можете допомогти проєкту, виправивши або дописавши її. |